# Nicholas Wiseman
Pour les articles homonymes, voir Wiseman.
Nicholas Patrick Stephen Wiseman, né le 2 août 1802 à Séville et mort le 15 février 1865, est un cardinal britannique, premier archevêque catholique de Westminster.

## Un intellectuel catholique brillant
Nicholas Wiseman naquit à Séville de parents anglo-irlandais installés en Espagne. À la mort de son père, en 1805, on l’envoya à Waterford (Irlande), et, à partir de 1810, il fréquenta Ushaw College, près de Durham, où il resta jusqu’à l'âge de seize ans. À cette date, il partit étudier au collège des Anglais à Rome, rouvert après vingt ans de fermeture due aux guerres napoléoniennes. En 1825, il obtint son doctorat de théologie avec mention, et fut ordonné prêtre l'année suivante.
Il fut nommé vice-recteur du collège des Anglais en 1827, recteur en 1828, alors qu'il n'avait même pas vingt-six ans. Il conserva cette fonction jusqu’en 1840. Depuis toujours étudiant zélé, et spécialiste de l'Antiquité, il consacrait la plus grande partie de son temps à l'étude des manuscrits orientaux conservés à la Bibliothèque vaticane. En 1827, la publication d’un volume intitulé Horae Syriacae, laissa présager une carrière universitaire brillante.
Le pape Léon XII le nomma conservateur des manuscrits arabes à la Bibliothèque vaticane et professeur de langues orientales à l’université de Rome « La Sapienza ». À cette époque, Wiseman entretenait des relations étroites, en personne ou par correspondance, avec Angelo Mai, Christian Bunsen, Thomas Burgess (évêque de Salisbury), August Tholuck et Kluge. Ses travaux universitaires furent limités par la demande papale de prêcher devant les Anglais résidant à Rome. La publication de ses conférences, sous le titre de On the Connexion between Science and Revealed Religion frappa beaucoup, et justement, les esprits ; sa thèse était en effet que l'enseignement scientifique avait été généralement considéré comme s'opposant à la doctrine chrétienne, mais qu'une étude plus poussée montrait qu'une réconciliation était possible. 
En 1835-1836, il voyagea en Angleterre, et donna des conférences sur les principaux points de doctrine catholiques à la chapelle de l'ambassade de Sardaigne (en), à Lincoln’s Inn Fields, ainsi que dans l’église de Moorfields.

## Wiseman et le Mouvement d'Oxford
L’effet de ces conférences fut considérable ; à la demande d’Edward Bouverie Pusey, John Henry Newman les recensa dans la British Critic (décembre 1836), où il les approuva en général, les considérant avec sympathie comme un triomphe contre le protestantisme populaire (Low Church). Sur un point majeur de la critique, celui de la ressemblance entre les cérémonies catholiques et païennes, Wiseman répondit en admettant cette ressemblance, mais affirmant qu'elle pouvait se retrouver dans toutes les doctrines chrétiennes.  
En 1836, il fonda la Dublin Review, principalement pour sortir les catholiques du Royaume-Uni de leur léthargie, leur donner une image plus haute de leur religion et davantage d'enthousiasme à l’égard de la papauté. Mais cette création répondait aussi aux réflexions contemporaines des membres du Mouvement d'Oxford, auquel Nicholas Wiseman s’intéressa vivement. 
À cette époque, il était reconnu comme un universitaire de premier plan, parlant six langues, et au fait de la plupart des débats scientifiques, artistiques ou relatifs à l’histoire de l'Antiquité. Pendant l'hiver 1838, Macaulay, Henry Edward Manning, et William Ewart Gladstone lui rendirent visite à Rome.
En juillet 1839, il fit paraître dans la Dublin Review un article sur le donatisme qui fit une grande impression au sein de l'université d'Oxford. En effet, Newman et ses proches y virent une similitude entre donatistes et anglicans. Dans le texte, une citation de saint Augustin influença profondément Newman : « Quapropter securus judicat orbis terrarum bonos non esse qui se dividunt ab orbe terrarum » que l'on peut traduire : « En toute sûreté l’univers juge donc qu’ils ne sont pas bons, ceux qui se séparent de l’univers en quelque contrée de l’univers que ce soit ». Peu après, prêchant à Saint-Mary (Derby), Wiseman préfigura la théorie de Newman sur le développement religieux, publiée six années plus tard.

## Le rétablissement de la hiérarchie catholique en Angleterre
En 1840, Nicholas Wiseman fut ordonné évêque, et nommé coadjuteur de Thomas Walsh, vicaire apostolique pour le district central d'Angleterre. Il fut également nommé président d'Oscott College, près de Birmingham.

Sous sa présidence, Oscott devint un point de ralliement des catholiques anglais, mais de nombreux non-catholiques et des étrangers lui rendirent également visite. À partir de 1845, les convertis d'Oxford donnèrent de nouvelles responsabilités à Wiseman. En effet, la plupart d'entre eux se trouvaient désormais sans moyens de subsistance, et les catholiques d’ancienne origine refusaient de les accueillir. Sur ses conseils, Newman et ses proches partirent donc pour Rome, avant d'exercer leur ministère en Angleterre. Peu après l'élection de Pie IX, Wiseman fut nommé vicaire apostolique pour le district de Londres.
Revenant de Rome en 1847, il agit comme un envoyé diplomatique du pape, afin d'assurer que le gouvernement britannique soutiendrait la politique libérale du nouveau pape. En réponse, Lord Minto fut envoyé à Rome, en tant que représentant officiel du gouvernement britannique, mais cette politique de Pie IX tourna court. Demeurant à Londres, à Golden Square (en), Wiseman se consacra alors activement à ses nouveaux devoirs, notamment auprès des plus pauvres. Il établit avec zèle des communautés religieuses d'hommes et de femmes, encouragea les retraites et l’activité missionnaire. Le 4 juillet 1848, il prêcha dans la nouvelle église Saint-George (Southwark) devant 14 évêques, 240 prêtres et des membres de six ordres religieux, un événement unique depuis la Réforme en Angleterre.
Les progrès du catholicisme en Angleterre étaient réels, mais Wiseman fut contesté par une minorité du clergé catholique anglais, qui s'opposait à son ultramontanisme, son « zèle romain et ses innovations », notamment l'introduction d’images sacrées dans les églises, et l’encouragement des cultes de la Vierge Marie et du Saint Sacrement, jusque-là inconnus des fidèles catholiques anglais. En juillet 1850, il apprit que le pape songeait à l'élever au cardinalat, et espéra être rappelé à Rome. Mais, une fois arrivé, il comprit que son élévation, et sa nomination comme archevêque de Westminster faisaient partie de l'objectif du Saint-Siège de restauration de la hiérarchie catholique en Angleterre, rétablie le 19 septembre 1850 par un bref papal. Le 7 octobre, Wiseman écrivit une lettre pastorale, datée « de la porte flaminienne », une expression correcte diplomatiquement, mais ressentie comme une provocation par les protestants. Dans ce texte, Wiseman évoquait avec enthousiasme, sur un ton légèrement pompeux, le « retour de l'Angleterre catholique sur son orbite, au firmament ecclésiastique ».
Wiseman revint en Angleterre en passant par Vienne. Lorsqu'il arriva à Londres, le 11 novembre, le pays tout entier était révolté par l' « agression papale », qu'on voyait comme une atteinte injustifiable à l'intégrité territoriale du pays. On craignit alors pour la vie de Wiseman, menacée par la violence du sentiment populaire. Mais il fit preuve de calme et de courage, répondant par un admirable Appeal to the English People, un pamphlet de trente pages, où il expliquait la nature de l'action du pape, et en appelait aux principes de tolérance des Anglais pour justifier le rétablissement de la hiérarchie diocésaine. En conclusion, il opposait la domination qu'il pourrait être tenté d'exercer sur Westminster à ses devoirs envers les catholiques pauvres du diocèse, qui seuls comptaient réellement à ses yeux. Des conférences à Saint-George (Southwark), calmèrent modérément l’indignation populaire. En juillet 1852, il réunit à Oscott le premier synode provincial de Westminster, lors duquel Newman prêcha son sermon dit du « Second Spring ». À cette date, le rêve de Wiseman d’une conversion rapide de l'Angleterre à la foi catholique semblait presque possible. Mais de nombreuses difficultés surgirent avec les fidèles et le clergé catholique anglais, notamment la suspicion à l’égard des nouveaux convertis, et à l'égard de leur ultramontanisme fervent, comme celui de Manning, qui s'opposait à la prudence et à la discrétion formelle des catholiques traditionnels. 
En 1854, il fut présent pour la proclamation à Rome du dogme de l'Immaculée Conception de la Vierge Marie, et publia la même année un roman historique à succès, Fabiola (en), sur l’Église au temps des catacombes.
En 1855, Wiseman demanda un coadjuteur, et on lui adjoignit George Errington (en), évêque de Plymouth, un ami d'enfance, sous le titre d’archevêque titulaire de Trébizonde (de). Deux ans plus tard, Henry Manning fut nommé prévôt de Westminster, et établit à Bayswater la communauté des Oblats de saint Charles. Ces années furent assombries par l’hostilité profonde d'Errington à l'égard de Manning, et même à l'égard de Wiseman, dans la mesure où il était supposé être soumis à l'influence de Manning. Finalement, en juillet 1860, le pape retira à George Errington sa charge et le droit de succession qui lui était attaché, et il se retira à Prior Park, près de Bath, où il mourut en 1886. 
Pendant l’été 1858, Wiseman se rendit en Irlande, où, en tant que cardinal d’origine irlandaise, il fut reçu avec enthousiasme.

## Œuvres et influence
Ses discours, sermons et conférences donnés pendant ce voyage furent publiés dans un volume de 400 pages, et montrent un pouvoir extraordinaire de s'adapter aux circonstances, et de s'exprimer avec compréhension et tact. Wiseman exerça une influence considérable sur les hommes politiques anglais, notamment parce que les catholiques anglais tendaient alors à abandonner leur soutien traditionnel au parti libéral (whig). Dirigeant une masse électorale incertaine, il obtint de nombreuses concessions qui améliorèrent les conditions d’existence des catholiques, notamment dans le domaine de l'éducation, des ateliers, et une réforme du statut des aumôniers militaires catholiques. En 1863, s'adressant au Congrès de Malines, il affirma que depuis 1830, le nombre de prêtres catholiques en Angleterre était passé de 434 à 1242, le nombre de couvents de femmes de 16 à 162, tandis que 55 maisons religieuses masculines avaient été créées en partant de rien. 
Les deux dernières années de sa vie furent troublées par la maladie et par des polémiques, où, sous l'influence de Manning, il adopta une position moins libérale que celle qu’il aurait tenue précédemment. Ainsi, il dut condamner l’Association pour la promotion de l’unité de la chrétienté, pour laquelle il avait éprouvé de la sympathie depuis sa création en 1857, et interdire aux parents catholiques d'envoyer leurs enfants étudier à Oxford ou Cambridge, alors qu’il avait longtemps espéré, avec Newman, qu'un collège pourrait leur y être réservé. 
Mais, d'une manière générale, ces dernières années furent aussi celles de nombreux hommages et d'une grande admiration à son égard, auxquels les non-catholiques s’associèrent. Après sa mort, le 16 février 1865, une extraordinaire et respectueuse manifestation populaire accompagna la procession de sa dépouille de Saint-Mary (Moorfields) jusqu’au cimetière de Kensal Green, où il devait rester jusqu’à la construction d'une cathédrale catholique à Westminster. Le 30 janvier 1907, le transfert de ses cendres de Kensal Green à la crypte de la nouvelle cathédrale donna lieu à une grande cérémonie.
Le cardinal Wiseman était sans aucun doute un grand Anglais, et l’un des hommes les plus savants de son temps. Il était l'ami et le correspondant de nombreuses personnalités, parmi lesquels Johann von Döllinger, Félicité de Lamennais, Charles de Montalembert, et l'empereur Napoléon III. C'était un écrivain prolifique, et d'un style parfois prétentieux. Mais son œuvre et ses capacités lui auraient assuré une position influente dans l’Église à n’importe quelle époque. Intellectuellement brillant, il possédait également de grandes qualités humaines. Il combinait des principes ultramontains et des vues assez libérales en matière ecclésiastique. Il insista notamment sur l'interprétation poétique de la liturgie de l’Église, et, bien que défendant énergiquement une doctrine stricte en matière de foi et de morale, il appuya les efforts d’adaptation de l'Église catholique au monde moderne, et l'alliance avec les meilleurs courants de pensée contemporains. Selon lui, la force de l'Église, son génie, était d'assimiler constamment ce que la civilisation avait de plus précieux.

## Principales œuvres de Nicholas Wiseman traduites en français
- Discours sur les rapports entre la science et la religion révélée, prononcés à Rome par Nicholas Wiseman, pour faire suite à  " La Raison du christianisme " publiée par M. de Genoude , 2 tomes, chez Sapia, Libraire-Éditeur, Paris, 1837.
- Conférences sur les doctrines et les pratiques les plus importantes de l'Église catholique, Paris, 1839.
- Appel à la raison et aux bons sentiments du peuple anglais à l'occasion de l'établissement de la hiérarchie catholique en Angleterre, par le cardinal N. Wiseman. Paris : Sagnier et Bray, 1850.
- Fabiola, ou l'Église des catacombes, par son éminence le cardinal Wiseman (roman)[2], traduit de l'anglais par F. Pascal-Marie, Paris : P. Lethielleux ; Tournai : H. Casterman, 1858. Texte en ligne . Une version en livre numérique est disponible depuis janvier 2014[3].
- Les quatre derniers papes, Alfred Mame et Fils, Éditeurs, Tours, 1874